# Grecia en los Juegos Olímpicos de París 1900
Grecia estuvo representada en los Juegos Olímpicos de París 1900 por un total de 3 deportistas que compitieron en 2 deportes.  
El equipo olímpico griego no obtuvo ninguna medalla en estos Juegos.